# Roman Bąkowski
Roman Bąkowski (ur. 26 kwietnia 1910 w Zakroczu k. Rypina, zm. 4 grudnia 2005) – pułkownik kawalerii.

## Życiorys
Pochodził z rodziny o tradycjach wojskowych. Ukończył Męskie Gimnazjum w Brodnicy i zgłosił się jako ochotnik do wojska. W październiku 1928 r. otrzymał przydział do 18 pułku Ułanów Pomorskich w Grudziądzu. Ukończył najpierw pułkową szkołę podoficerską  a następnie Szkołę Podchorążych Kawalerii w Bydgoszczy. W 1930 r. był dowódcą plutonu w 1 szwadronie 18 pułku ułanów. W 1937 r. otrzymał awans na podporucznika korpusu oficerskiego kawalerii. Między 1937 a 1939 r. dowodził plutonem w  8 pułku strzelców konnych w Chełmnie. Brał udział w kampanii wrześniowej jako oficer 8 pułku strzelców konnych (w składzie Pomorskiej Brygady Kawalerii) zarówno na polsko-niemieckiej granicy jak i w bitwie nad Bzurą. Po zakończeniu walk przedostał się do Modlina, gdzie został zwolniony ze służby wojskowej. Działał w konspiracji pod pseudonimami „Rezeda” i „Służbista”. Uczestniczył w akcji „Burza” w lasach k. Starachowic. W sierpniu 1944 r. został aresztowany i osadzony w więzieniu Montelupich. Po uwolnieniu w styczniu 1945 r. zgłosił się jako ochotnik do Wojska Polskiego i służył jako rotmistrz w Samodzielnej Brygadzie Kawalerii. Dowodził również Szwadronem Reprezentacyjnym Wojska Polskiego. Gdy w 1947 brygada kawalerii została rozwiązana, Bąkowski został dowódcą zapasowego szwadronu koni. Organizował kursy jeździeckie oraz pokazy ułańskie w Krakowie. W 1955 r. zakończył służbę wojskową. Był wykładowcą studiów wojskowych na Uniwersytecie Jagiellońskim i Akademii Górniczo-Hutniczej. Przeszedł na emeryturę w 1978 r., będąc w stopniu pułkownika. 
Otrzymał liczne odznaczenia i medale (w tym dwukrotnie Krzyż Walecznych od rządu londyńskiego). Przewodniczył krakowskiemu oddziałowi Związku Piłsudczyków. W 1969 r. otrzymał Złotą Odznakę „Za Pracę Społeczną dla miasta Krakowa”.
Zmarł w Krakowie, pochowany 21 grudnia 2005 w alei zasłużonych cmentarza Rakowickiego (kwatera LXIXPASB-1-1).